# Танджунгпура (держава)
Танджунгпура — стародавня індуїзована держава, що існували на південнозахідному узбережжі Калімантану. Також яванці називали його Бакулапура, де «Бакула» є санскритським варіантом дерева Mimusops elengi (з родини сапотових).

## Історія
Початок утворення відносять до торгівельної міграції з Індостану. Припускають, що поселення Танджунгпура  було засновано близько II ст. до н. е. в якості торгівельної факторії держави Калінга, коли там панувала династія Магамеґавагани. Ймовірно з початком послаблення останньої у I ст. н. е. відбувається формування державності. Близько VIII ст. Танджунгпура стає провідною державою у південнозахідній частині Калімантану. Першим відомим раджою є Крішнапандіта, що панував на початку IX ст.
Танджунгпура підтримувала тісні культурні, політичні та економічні контакти з державами східного Індостану — Чола, Паллавами, Східними Гангами, державами Яви й Суматри, Чампа.
В X—XI ст. вела протистояння з імперією Шривіджая Незважаючи на тимчасове визнання зверхності, зрештою Танджунгпура завдяки раджи Сіак Бахулума зберігла незалежність, що в подальшому позитивно позначилося на її домінуванні на заході Калімантану. Піднесення тривало близько століття, в цей час вдалося зайняти усі землі Шривіджаї на Калімантані до Брунею. Втім у середині XIII ст. визнає зверхність яванської держави Сінгасарі. Проте ця залежність тривала недовго завдяки політиці раджи Ранга Сентапу.
До середини XIV ст. зазнало тяжкої поразки від імперії Маджапагіт. Наслідком став занепад й перенесення У 1370-х роках столиці північніше — до Сукадани, де було створено державу з відповідною назвою.

## Устрій
Було містом-державою з залежною територією навколо. За своєю організацією наслідувала індуїстським державам на чолі із раджою. Столиця розташовувалося на місці сучасного села Негері-Бару.

## Економіка
Основу становила торгівля з країнами Південно-Східної (Пхном, Ламап, Чампа), Східної (Китай) та Південної Азії (Індостан). Вивозили з золото, камфору, черепаховий панцир, слонову кістку, ріг носорога, гребінь журавля, бджолиний віск, лакавуд (запашна серцевина і коренева деревина товстої ліани Dalbergia parviflora), кров дракона (смолу драконового дерева), ротанґ, їстівні пташині гнізда та прянощі (насамперед перець кубеба).